# Ceroctena phasianus
Ceroctena phasianus là một loài bướm đêm trong họ Noctuidae.